# 杨桂荣
杨桂荣（1941年—），中华人民共和国政治人物、外交官。
1985年，接替戴平，担任中华人民共和国驻马达加斯加大使。1987年，由韦东接任。1993年，接替唐龙彬，担任中华人民共和国驻瑞典大使。1997年，由乔宗淮接任。